# The Glad Fact
The Glad Fact es el álbum de estudio debut de la agrupación de rock experimental Dirty Projectors. Al igual que otros álbumes de Dirty Projectors, The Glad Fact contiene símbolos recurrentes de pinzones y automóviles. La mayoría de las canciones están más cerca del estilo de The Graceful Fallen Mango que el bajo más pesado y las canciones de estilo glitch de The Getty Address o baladas simples en Slaves' Graves and Ballads. Western Vinyl publicó el álbum como un CD digipak y un vinilo de 12 "; el vinilo incluía una pista adicional no incluida en la lista entre "Ground Underfoot" y "Spirit-Future Medley". Ambas versiones presentan la imagen de un hombre desnudo sentado, aunque el CD tiene el nombre de la banda en el frente mientras que el vinilo lo tiene en la parte de atrás.

## Lista de canciones
Todas las canciones escritas y compuestas por David Longstreth. 
| N.º | Título                             | Duración |  |
| 1.  | «The Glad Fact»                    | 5:15     |  |
| 2.  | «My Offwhite Flag»                 | 3:02     |  |
| 3.  | «Like Fake Blood in Crisp October» | 2:36     |  |
| 4.  | «Boredom Is a Product»             | 2:15     |  |
| 5.  | «Two Brown Finches»                | 2:06     |  |
| 6.  | «Three Brown Finches»              | 2:59     |  |
| 7.  | «Off Science Hill»                 | 5:03     |  |
| 8.  | «Winter Is Here»                   | 2:44     |  |
| 9.  | «Ground Underfoot»                 | 3:24     |  |
| 10. | «Spirit-Future Medley»             | 2:02     |  |
| 11. | «Naked We Made It»                 | 3:14     |  |
| 12. | «Lit From Below»                   | 2:29     |  |
| 13. | «Imaginary Love»                   | 2:46     |  |
| 14. | «The Highway Is A Foggy Knife»     | 2:09     |  |
| 15. | «The Minutes»                      | 2:41     |  |